# Труба (техніка)

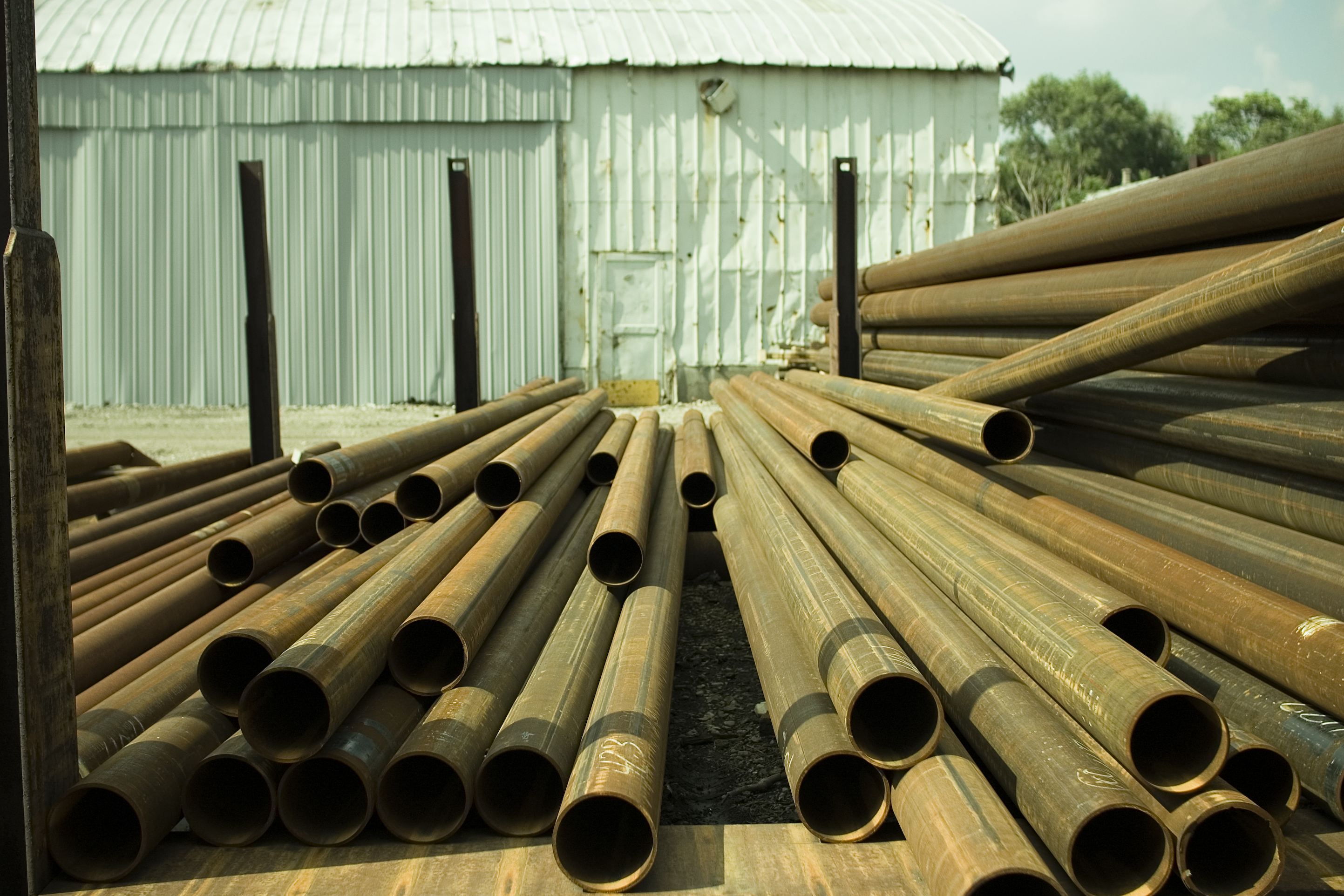
Металеві труби

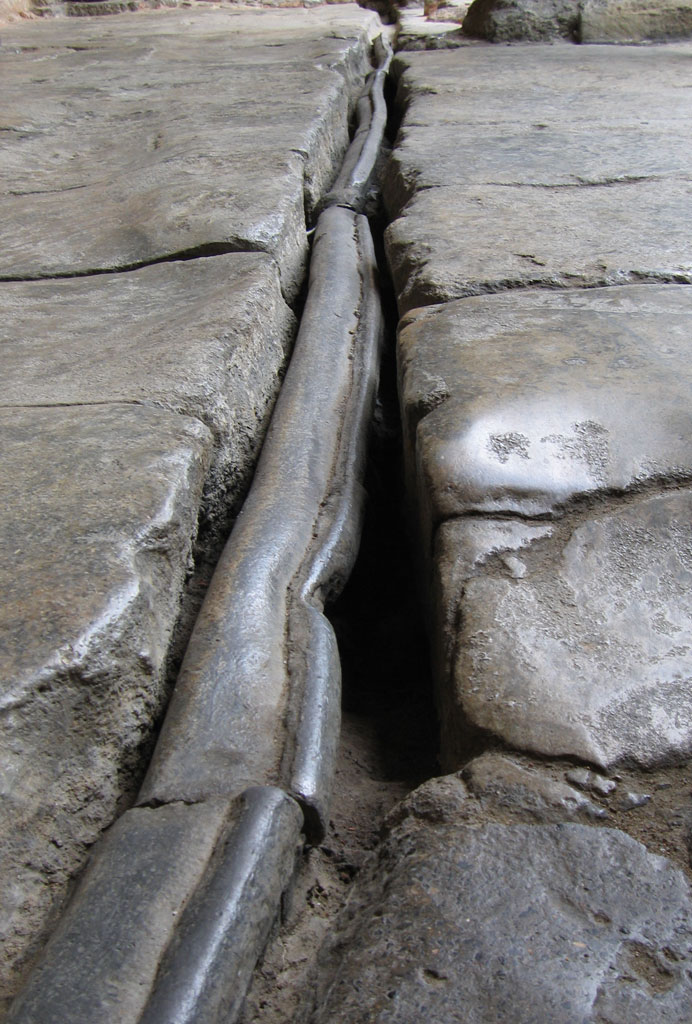
Давньоримські свинцеві труби зі з'єднаними фальцем крайками. Римські терми в Баті, Англія

Труба — довгий порожнистий предмет або пристрій, звичайно кільцевого перерізу, призначений для переміщення рідини, пари, газу і т. ін.

## Історія
Системи водопостачання в Стародавньому світі для подачі води використовували силу тяжіння і прокладалися з труб, виготовлених з матеріалів: (свинець, дерево, бамбук) або каналів (як правило з  глини або  каменю). Видовбані дерев'яні труби, загорнуті стальною смугою використовувалися в якості сантехнічних труб, зокрема, водопроводів: в  Англії близько 500 років тому, в містах США для розподілу води почали використовувати видовбані  колоди з кінця 1700-х по 1800-і роки. Сучасні сантехнічні труби виготовляють з  сталі,  міді і пластику, а більшість  каналізаційних труб - зі сталі, міді, пластику і чавуну.

## Види труб
За матеріалом розрізняють:
- азбестоцементні труби
- біметалічні труби
- дерев'яні труби
- залізобетонні труби
- керамічні труби
- поліетиленові труби
- скляні труби
- склопластикові труби
- сталеві труби
- труби з кам'яного литва
- чавунні труби